# ジャアファル・ハーン
ジャアファル・ハーン（? - 1789年1月23日）は、ザンド朝の第7代君主（在位：1785年 - 1789年）。

## 生涯
父は第5代のサーディク・ハーンで、初代カリーム・ハーンの甥である。1782年に父が一族のアリー・ムラード・ハーンに背かれてシーラーズを攻められた際、父を裏切ってアリー・ムラード・ハーンに内通した。このため、彼だけは助命されて重用された。
しかし1785年にアリー・ムラード・ハーンがカージャール朝との戦いに敗れて戦死すると、その跡を継いでイスファハーンを奪回した。しかしカージャール朝の反撃を受けてシーラーズに撤退した。以後、カージャール朝と交戦するが、1789年に部下の反乱を受けて暗殺された。
跡を子のルトフ・アリー・ハーンが継いだ。